# Audi 80 B1
L'Audi 80 B1 (sigla interna Typ 80) è la prima generazione dell'Audi 80, una vettura di fascia media prodotta dal 1972 al 1978 dalla Casa automobilistica tedesca Audi, all'epoca nota con la ragione sociale Auto-Union Audi.

## Profilo e storia

### Genesi e debutto
Il progetto relativo alla prima generazione dell'Audi 80 venne avviato nel gennaio 1968, tre anni dopo il lancio commerciale della serie F103, la prima gamma Audi del dopoguerra. Essendo l'immagine di quest'ultima gamma ancora troppo legata alla precedente produzione DKW, da sempre caratterizzata dalla presenza di anacronistici motori a due tempi basati su progetti risalenti addirittura a prima dello scoppio della Seconda Guerra Mondiale, il direttivo Audi, e più in generale, lo stato maggiore del neonato gruppo Volkswagen, di cui la Casa di Ingolstadt faceva parte da pochi anni, decise di procedere con un'operazione di svecchiamento della gamma Audi. Tale processo era in realtà già cominciato con l'avvio del progetto che di lì a pochi mesi avrebbe dato i natali alla prima generazione dell'Audi 100, un modello che si sarebbe posizionato un gradino sopra la gamma F103 e di conseguenza anche sopra la futura Audi di fascia media della quale era appena cominciato il progetto, siglato EA838 e supervisionato dall'ingegner Ludwig Kraus.
Il progetto EA838 nacque in concomitanza con altri due progetti messi in cantiere dalla Volkswagen, e cioè l'erede del vetusto Maggiolino, le cui vendite si stavano facendo sempre più esigue, ed un modello di fascia superiore (la futura Volkswagen Passat). Per questo motivo si decise di contenere i costi di progettazione facendo condividere ai tre progetti il maggior numero di componenti possibile, a partire dal motore in fase di sviluppo, un'unità monoalbero in testa che sarebbe stato reso disponibile con cilindrate comprese fra 1.3 ed 1.6 litri. Per quanto riguardava la meccanica telaistica, la scelta cadde invece sulle stesse soluzioni già stabilite per la prima Audi 100, dopo un primo periodo di indecisione relativo al tipo di retrotreno da utilizzare (si era indecisi fra la soluzione MacPherson, l'assale rigido e l'assale torcente). In questo modo si ottenne di dotare la nuova berlina Audi con soluzioni più moderne anche a livello di sospensioni, in particolar modo per quanto riguardava l'avantreno.
Più complicato il discorso relativo invece allo stile, in quanto si era indecisi sul tipo di carrozzeria da utilizzare per la nuova Audi. Vi fu infatti chi avrebbe preferito una carrozzeria a due volumi con portellone posteriore assai inclinato, ma vi fu anche chi voleva una classica berlina a tre volumi. Dell'una e dell'altra soluzione furono realizzati a partire dal 1969 anche alcuni modelli in scala 1:1, ma alla fine si optò per una berlina classica a tre volumi. I sostenitori dell'altra soluzione stilistica, però, avrebbero trovato maggiori consensi al momento di definire le linee della prima Volkswagen Passat, che in pratica altro non fu se non un'Audi 80 B1 con portellone posteriore e carrozzeria a due volumi. Di certo si stabilì fin da subito che la futura berlina avrebbe dovuto essere più compatta rispetto alla F103, in modo da non infastidire eccessivamente l'altra Audi in procinto di essere lanciata sul mercato, la 100. In ogni caso, i primi modelli in scala 1:1 della futura Audi 80 rispecchiavano già da molto vicino quello che sarebbe stato il modello definitivo. Per questo, a parte le prime indecisioni, a partire dal 1970 il progetto EA838 acquisì una sua fisionomia ben precisa e prese a procedere a ritmo serrato, andando ad includere già anche altre proposte stilistiche relative ai diversi allestimenti che vennero previsti per la vettura. Per esempio, nel settembre del 1971 venne realizzato un prototipo con frontale a doppi fari circolari che sarebbe poi stato confermato anche nella gamma definitiva in affiancamento alle versioni con allestimenti più semplificati e dotate di proiettori singoli.
La prima generazione dell'Audi 80 fu presentata alla stampa nel luglio 1972, prima dell'avvio delle Olimpiadi che si sarebbero tenute a Monaco alla fine di quella stessa estate. Teatro della presentazione fu il circuito austriaco del Salzburgring. Sempre a luglio fu avviata la produzione dell'Audi 80 B1. Nel mese di settembre, ad Ingolstadt avvenne la presentazione della vettura ai rappresentanti della varie concessionarie Audi sparse per la Germania. Molti di questi rappresentanti raggiunsero il quartier generale Audi in treno o in autobus perché ebbero in mente di tornare a casa propria con uno dei primi esemplari della media di casa Audi. In effetti, al momento della presentazione alla rete commerciale Audi, furono già 1.500 gli esemplari prodotti, fatto che solleticò non poco gli appetiti dei commercianti Audi, che avrebbero così potuto recarsi ogni giorno al lavoro con una vettura rappresentativa del marchio a cui essi si dedicavano. Pochi giorni ancora e finalmente si ebbe la prima presentazione ufficiale al grande pubblico, nella fastosa cornice del Salone di Parigi.

#### Design e stile

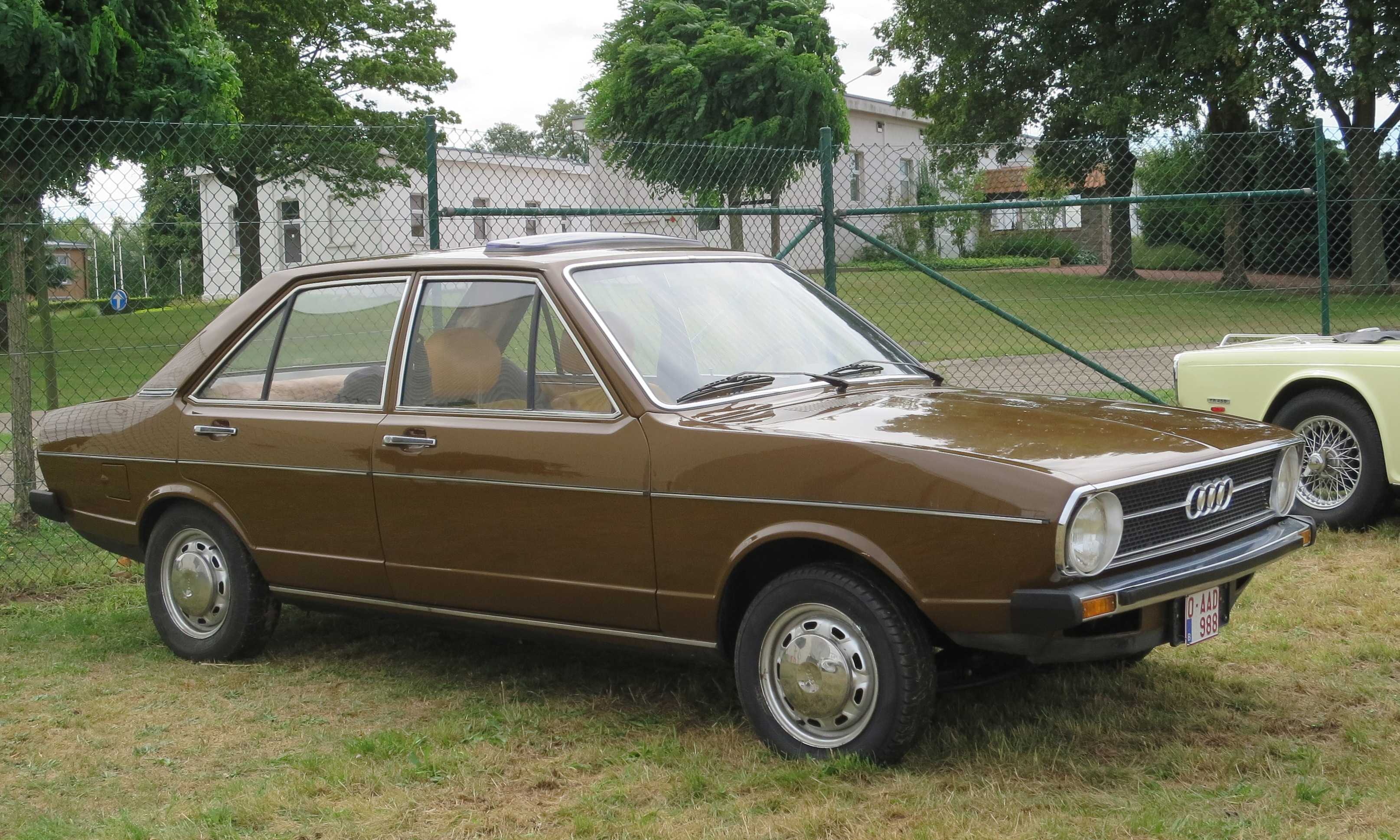

Caratterizzata da un corpo vettura d'impostazione classica a tre volumi e inizialmente solo a 2 porte, con linee spigolose in schietto stile anni '70, la prima generazione dell'Audi 80 giocò la carta della semplicità per quanto riguardava le soluzioni estetiche e, più ancora della contemporanea Audi 100, gettò le basi per il nuovo corso stilistico relativo alla produzione Volkswagen di quel decennio, basti notare il frontale dell'Audi 80, i cui tondi proiettori singoli su mascherina nera a tutta larghezza (proiettori doppi solo nella versione di punta) si rivedranno di lì a poco su Golf, Scirocco, Polo e Derby, oltre che sulla piccola Audi 50. Le sole differenze fra i frontali delle future Volkswagen e quello dell'Audi 80 furono, oltre allo stemma dei quattro anelli, anche la presenza di una cornice cromata tutt'intorno alla mascherina, il profilo arcuato, anziché verticale, sui bordi laterali della stessa e il baffo cromato che attraversava il logo dei quattro anelli, assente invece nelle Volkswagen. La vista laterale era un'ulteriore espressione di semplicità con un corpo vettura adornato solo da una modanatura cromata a metà altezza delle portiere. La linea di cintura, piuttosto bassa, donava slancio alla vista d'insieme, mentre le superfici vetrate relativamente ampie, grazie anche ai montanti sottili, portavano luminosità all'abitacolo e miglioravano la visibilità dall'interno. Quasi elementare la coda, con un grande lunotto e due gruppi ottici pressoché quadrangolari, in cui solo i lati esterni avevano un andamento arcuato.
Gli ingombri esterni della prima audi 80 erano decisamente più contenuti rispetto alla precedente gamma F103, tanto che la nuova berlina risultò addirittura di ben 20,5 cm più corta della sua antesignana. Nonostante ciò, si riuscì ugualmente a creare un abitacolo più spazioso rispetto a prima, ma anche un bagagliaio più capiente, per il quale la casa dei quattro anelli dichiarava una volumetria di 450 litri. Quanto all'abitacolo, oltre al maggior spazio a bordo, esso offriva di serie su tutta la gamma i sedili con schienale reclinabile fino alla posizione orizzontale, in modo da ricavare due cuccette per riposare. Il conducente poteva contare su una plancia quasi interamente in plastica, con pochi comandi nella zona centrale ed una console praticamente assente. La strumentazione dietro al volante a due razze era costituita da due quadranti circolari, uno per il tachimetro ed uno come agglomerato di vari indicatori e spie supplementari. Al centro del cruscotto era presente invece un orologio. Nel complesso l'abitacolo dell'Audi 80 B1 si distingueva per il buon livello di finiture, relativamente alla fascia di mercato occupata.  Si era comunque lontani dall'immagine di costruttore premium che l'Audi avrebbe dato di sé molti anni dopo.

#### Struttura, meccanica e motori

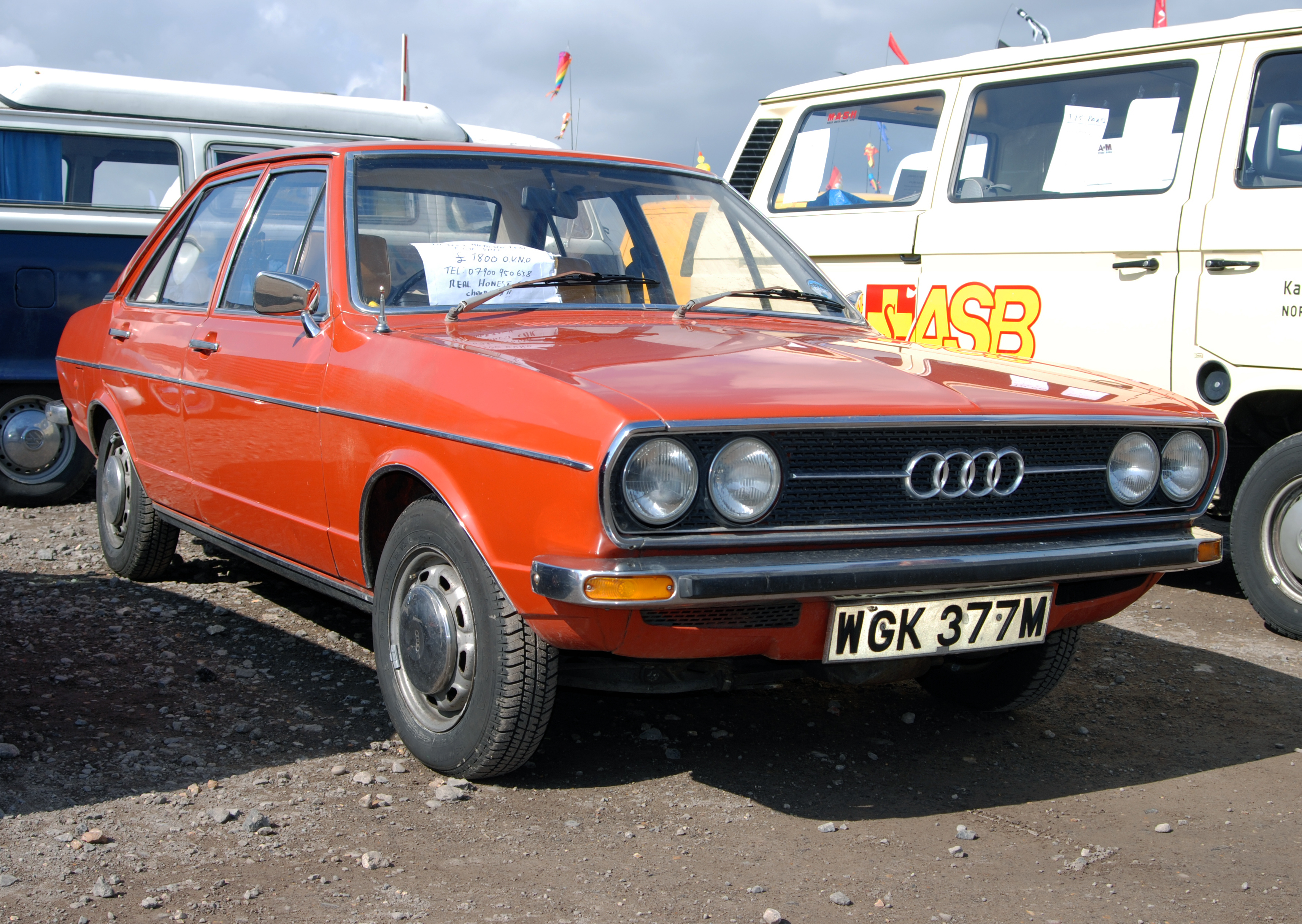
Il frontale di un'Audi 80 GL, l'unica con motore 1.5 da 85 CV e proiettori sdoppiati al momento del debutto della 80 B1

L'architettura meccanica dell'Audi 80 B1 prevedeva il motore anteriore longitudinale e la trazione sulle ruote anteriori. Il pianale utilizzato era nuovo ed avrebbe trovato applicazione anche come base meccanica della prima generazione della Passat, che avrebbe debuttato di lì a pochi mesi. Meccanicamente le novità non furono poche: rimanendo al discorso del telaio, una delle novità introdotte riguardava l'avantreno, ora di tipo MacPherson, mentre il retrotreno mantenne la soluzione ad assale rigido con barra Panhard. Su entrambi gli assi erano presenti molle elicoidali e ammortizzatori idraulici telescopici. L'impianto frenante era di tipo misto, mentre lo sterzo era a cremagliera.
La novità più corposa introdotta dalla prima generazione dell'Audi 80 fu l'intera gamma di motori progettata e sviluppata proprio pensando alla nuova berlina media. Si trattava di motori monoalbero in testa, al contrario dei meno moderni propulsori ad aste e bilancieri presenti invece sotto il cofano della 100 C1. Le cilindrate erano due, adeguate alla fascia di mercato occupata dall'Audi 80 in quel periodo e comprendevano complessivamente tre varianti di potenza:
- 1.3: motore da 1297 cm³ con potenza massima di 55 CV;
- 1.5: motore da 1471 cm³ con potenza massima di 75 oppure di 85 CV.

Questi propulsori furono i primi esponenti di quella grandissima famiglia di motori VW-Audi nota con la sigla EA827, motori che sarebbero stati prodotti per oltre quarant'anni, addirittura fino al 2013, ovviamente in più varianti e con i debiti adattamenti ai tempi che via via cambiavano ed esigevano standard sempre più moderni.
Il cambio era del tipo manuale a 4 marce su tutta la gamma, ma a richiesta, in abbinamento al solo motore 1.5, era disponibile un cambio automatico a 3 rapporti.

#### Allestimenti

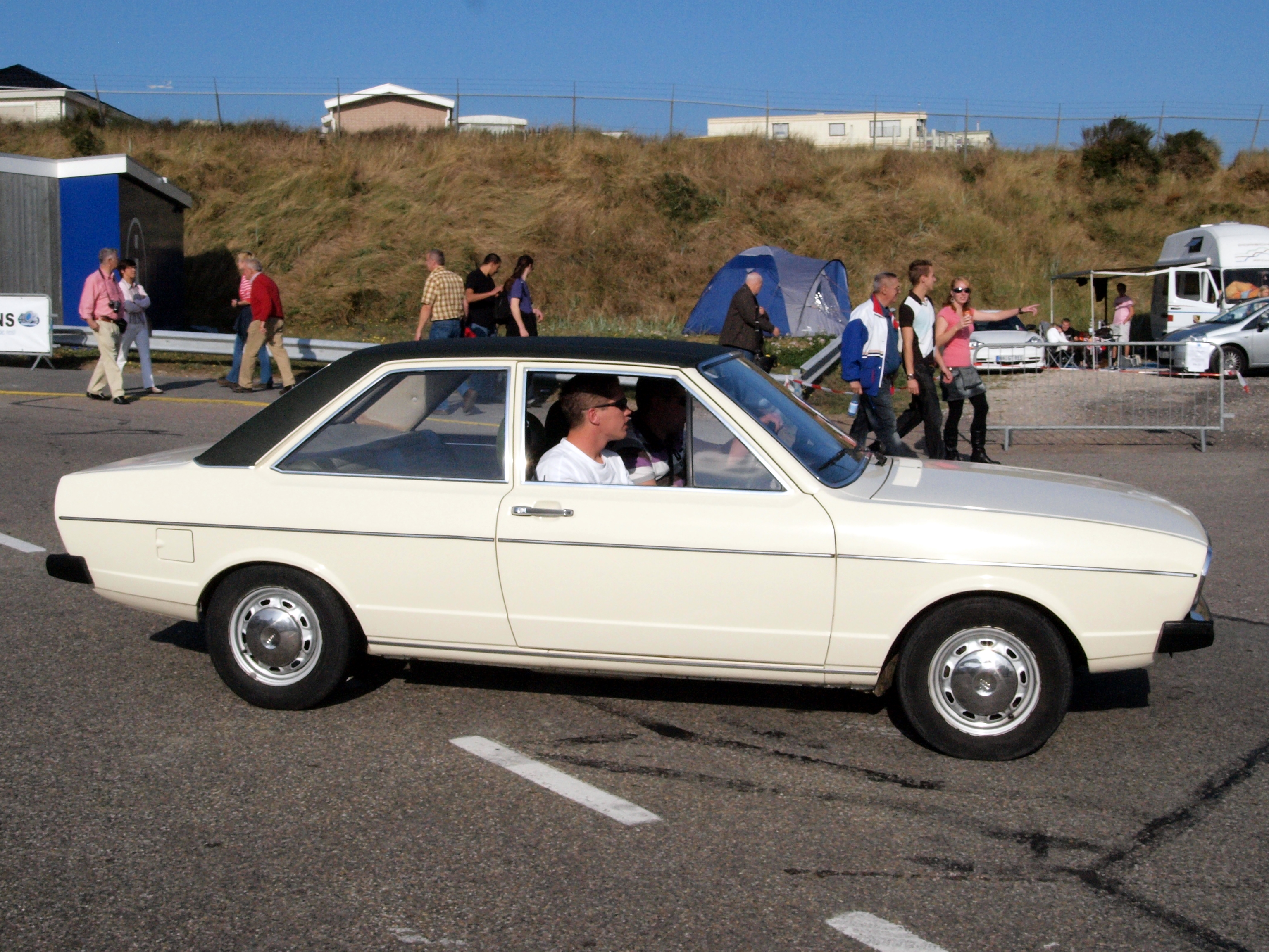
Un'Audi 80 GL con tetto in vinile, uno degli optional previsti per gli allestimenti top di gamma

A fronte delle tre motorizzazioni sopra descritte, cinque furono i livelli di allestimento previsti per l'Audi 80 B1 al momento del suo debutto sul mercato:
- base e L, equipaggiate con il motore 1.3 da 55 CV;
- S e LS, equipaggiate con il motore 1.5 da 75 CV;
- GL, equipaggiata con il motore 1.5 da 85 CV.

Mentre la versione base era molto spoglia ed essenziale, oltretutto con una lista di optional piuttosto scarna, gli altri allestimenti erano decisamente più completi già nella loro dotazione di serie, fino ad arrivare all'allestimento GL, molto ricco e con una lista optional più folta. A seconda delle preferenze del cliente, alla fine del 1972 si poteva così ottenere un'Audi 80 con autoradio, tettuccio apribile, cerchi in lega, climatizzatore, tetto in vinile e addirittura interni in pelle.

### Evoluzione

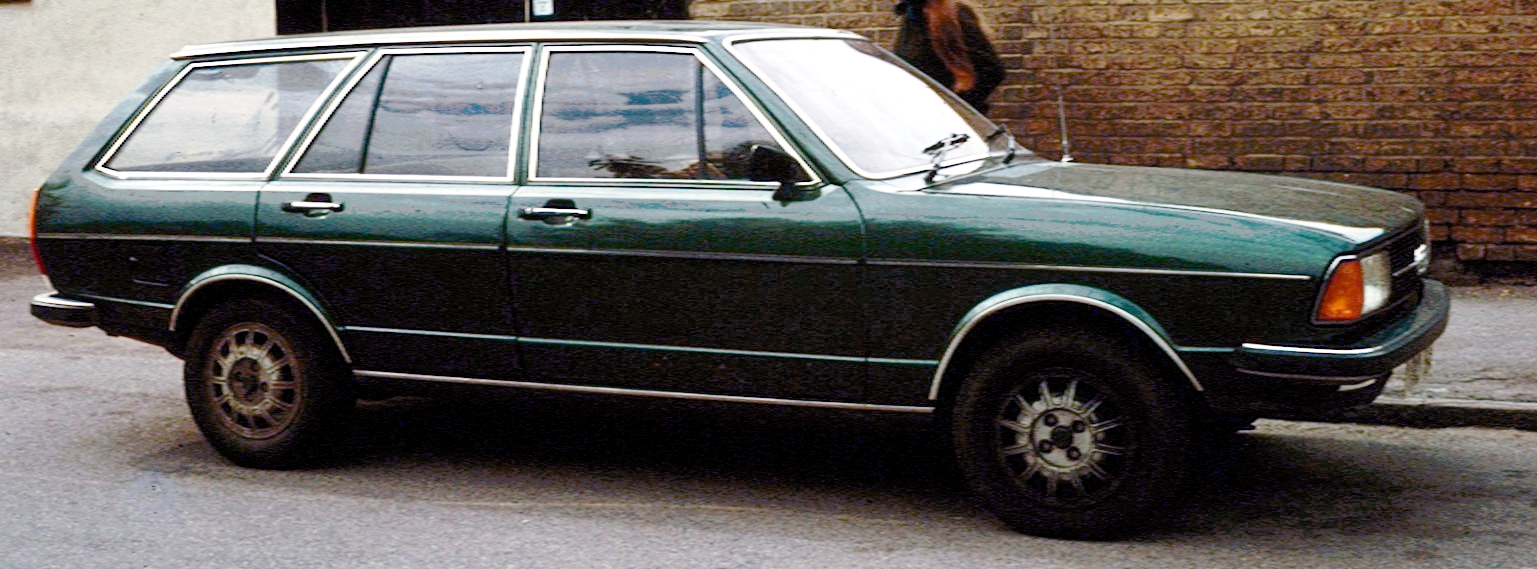
Una Fox Avant, versione giardinetta dell'Audi 80 prevista per il mercato USA a partire dal 1973

I primi interventi all'Audi 80 dopo il suo lancio commerciale riguardarono essenzialnente alcune cosiddette "pecche di gioventù" a livello meccanico. si ebbero quindi migliorie all'impianto frenante, caratterizzato, nei primi mesi di carriera commerciale, da un'elevata usura dei suoi componenti, ma anche alla frizione, giudicata troppo spugnosa, nonché alla tenuta ermetica di alcuni componenti del motore.
Nel frattempo si ebbero altre presentazioni ufficiali al pubblico, fra cui quella al Salone di Torino di fine 1972, nonché alla kermesse ginevrina del marzo 1973. Fu proprio a Ginevra che l'Audi 80 venne presentata anche con carrozzeria a quattro porte. E sempre all'inizio del 1973, l'Audi 80 ottenne l'ambito riconoscimento di Auto dell'anno. Alla fine del 1973, l'Audi 80 cominciò ad essere commercializzata anche negli USA e in Sudafrica, ma con il nome di Audi Fox. La Fox era caratterizzata, oltre che dai necessari accorgimenti tecnici in materia di sicurezza ed emissioni, in modo da incontrare l'omologazione per il mercato statunitense, anche per il fatto di essere stata proposta in una versione station wagon mai giunta nei mercati europei, se non con il marchio Volkswagen e con la denominazione commerciale di Passat Variant. Le prime Fox erano equipaggiate unicamente con il 1.5 previsto anche in Europa, ma sensibilmente depotenziato fino alla soglia di appena 56 CV. Sempre alla fine del 1973, la gamma europea si completò verso l'alto con l'arrivo della versione GT, nuova versione di punta che sancì il debutto di una nuova motorizzazione EA827, ossia il 1.6 da 100 CV. Esternamente la GT si riconosceva per la sola carrozzeria a due porte, per la sola tinta disponibile, un giallo-arancio dalla tonalità specifica e soprattutto per i cerchi in lega dal disegno dedicato, forse gli unici che permettevano di distinguerla esternamente da una GL a due porte. Nell'abitacolo, gli elementi specifici dell'Audi 80 GT furono il volante e i sedili dal disegno sportivo, la plancia dal rivestimento granulato, il contagiri, l'indicatore di temperatura dell'acqua e l'autoradio di serie. Come optional era previsto fra l'altro un pacchetto sportivo comprendente il cofano nero opaco, l'indicatore di pressione olio, il voltmetro, sedili anteriori dal disegno ancor più sportivo, freni anteriori a disco autoventilanti e ammortizzatori a gas.
Il 1974 vide l'adozione dei primi accorgimenti, da parte dell'Audi, per arginare il più possibile le conseguenze della crisi petrolifera. Il motore 1.5 da 75 CV ricevette alcune rivisitazioni per poter funzionare con benzina normale anziché super, quindi meno costosa. Venne inoltre rivisitata la rapportatura del cambio, mentre comparvero alcuni accessori per rendere più completa la dotazione, come il lavacristalli ad azionamento elettrico o lo specchietto retrovisore esterno regolabile anche dall'interno.
Nel settembre del 1975 fece la sua comparsa la nuova Audi 80 GTE, che andò a sostituire la GT e che si distingueva da quest'ultima per il nuovo motore 1.6 derivato dal precedente, ma con alimentazione ad iniezione meccanica. In questo modo la potenza massima salì a 110 CV. In pratica si trattava dello stesso motore che proprio in quel periodo andò ad equipaggiare la ben più celebre Golf GTI basata sulla prima generazione. Come la precedente GT, anche la GTE fu prevista solo con carrozzeria a due porte, ma solo nei primi mesi di carriera: a partire dal mese di gennaio del 1976, infatti, la GTE poté essere ordinata anche con carrozzeria a quattro porte. L'arrivo della versione GTE coincise con l'aggiornamento dei motori 1.5, che divennero 1.6, uniformandosi quindi alla GTE per quanto riguardava la cilindrata, ma continuando a proporre i due precedenti livelli di potenza massima, ossia 75 ed 85 CV. La GL venne a quel punto proposta anche con potenza di 75 CV.
Nel 1976 venne introdotta la seconda generazione dell'Audi 100, più moderna dal punto di vista stilistico. Per questo, anche l'Audi 80 B1 venne sottoposta al restyling di mezza età, che comportò tra l'altro il ridisegnamento del frontale, ora provvisto di fari quadrangolari con indicatori di direzione integrati, nello stile della nuova Audi 100, mentre posteriormente i gruppi ottici divennero di forma più allungata. Sia anteriormente che posteriormente i paraurti divennero più avvolgenti. Novità anche negli allestimenti: la LS venne proposta anche con potenza di 85 CV e la GL da 75 CV venne eliminata dal listino, mentre la GL da 85 CV venne sostituita da una nuova versione, denominata GLS e che si distingueva per l'equipaggiamento leggermente più completo e che comprendeva fra l'altro dettagli come i vetri laterali bruniti, il profilo cromato sui passaruota e un terminale di scarico specifico. Per quanto riguardava i motori, invece, la GLS poteva essere ordinata solo con motore 1.6 da 75 o 85 CV. Internamente la GLS era provvista di sedili rivestiti in velluto e di un voltmetro come nella sportiva GTE. Quest'ultima, dal canto suo, ricevette delle decalcolmanie su cofano e sottoporta. L'Audi 80 così aggiornata comportò un investimento, da parte della Casa di Ingolstadt, di ben cinque milioni di marchi, e la berlina aggiornata nella seconda metà del 1976 ricevette addirittura un nuovo codice interno, che mutò così da Typ 80 a Typ 82.
Nel maggio 1978 venne prodotta la milionesima Audi 80, segno tangibile del successo commerciale di questa vettura: per celebrare tale traguardo, venne introdotta in listino un'edizione limitata denominata Milionenausgabe (ossia Edizione Milione in tedesco) e disponibile in tutte le motorizzazioni tranne quella riservata alla GTE. Ma la fine della carriera per la 80 B1 era ormai vicina: alla fine di quello stesso mese di maggio, una volta esaurita la serie celebrativa del milione di esemplari prodotti, la produzione dell'Audi 80 B1 cessò, ma le vendite continuarono fino a fine estate per smaltire le scorte giacenti nei magazzini. Nel settembre 1978 venne introdotta la seconda generazione della berlina media di Ingolstadt.

### Tabella riepilogativa
Di seguito vengono riepilogate le caratteristiche relative alla gamma della prima generazione dell'Audi 80. Il totale degli esemplari prodotti delle versioni indicate in questa tabella (932.401 esemplari) non coincide con il totale complessivo delle Audi 80 B1 prodotte (1.010.201 esemplari) poiché vanno aggiunti 77.800 esemplari di Audi Fox commercializzati in altri Paesi al di fuori dell'Europa. I prezzi riportati sono in marchi e, dove espressi in coppia, si riferiscono rispettivamente alla versione a 2 e a 4 porte, nonché al momento del debutto nel mercato tedesco:
| Audi 80 B1 (1972-78) |                         |            |            |                                                |                |               |                    |              |                     |                    |                    |                    |                                            |
| Modello              | Carrozzeria             | Motore     | Cilindrata | Alimentazione                                  | Potenza CV/rpm | Coppia Nm/rpm | Massa a vuoto (kg) | Velocità max | Acceler. 0–100 km/h | Consumo (l/100 km) | Anni di produzione | Esemplari prodotti | Prezzo all'epoca in DM (2 porte / 4 porte) |
| 80                   | Berlina a 2 o a 4 porte | EA827 (ZA) | 1297       | Carburatore Solex 30-35 PDSIT                  | 55/5500        | 92/2500       | 835                | 145          | 16"9                | 8,8                | 07/1972-05/1978    | 47.405             | 7.990 / 8.365                              |
| 80 L                 | Berlina a 2 o a 4 porte | EA827 (ZA) | 1297       | Carburatore Solex 30-35 PDSIT                  | 55/5500        | 92/2500       | 835                | 145          | 16"9                | 8,8                | 07/1972-05/1978    | 333.243            | 8.440 / 8.815                              |
| 80 S                 | Berlina a 2 o a 4 porte | EA827 (ZB) | 1471       | Carburatore Solex 35 PDSIT                     | 75/5800        | 114/3500      | 885                | 160          | 13"4                | 8,8                | 07/1972-09/1975    | 22.456             | 8.340 / 8.715                              |
| 80 S                 | Berlina a 2 o a 4 porte | EA827 (YJ) | 1588       | Carburatore Solex 35 PDSIT                     | 75/5600        | 121/3200      | 885                | 160          | 13"2                | 8,6                | 09/1975-05/1978    | 22.456             | -                                          |
| 80 LS (75 CV)        | Berlina a 2 o a 4 porte | EA827 (ZB) | 1471       | Carburatore Solex 35 PDSIT                     | 75/5800        | 114/3500      | 885                | 160          | 13"4                | 8,8                | 07/1972-09/1975    | 332.991            | 8.790 / 9.165                              |
| 80 LS (75 CV)        | Berlina a 2 o a 4 porte | EA827 (YJ) | 1588       | Carburatore Solex 35 PDSIT                     | 75/5600        | 121/3200      | 885                | 160          | 13"2                | 8,6                | 09/1975-05/1978    | 332.991            | -                                          |
| 80 LS (85 CV)        | Berlina a 2 o a 4 porte | EA827 (YP) | 1588       | Carburatore Solex 32-35 TDID                   | 85/5600        | 124/3200      | 890                | 170          | 12"                 | 10,5               | 09/1976-05/1978    | 332.991            | 12.360 / 12.885                            |
| 80 GL (75 CV)        | Berlina a 2 o a 4 porte | EA827 (YJ) | 1588       | Carburatore Solex 35 PDSIT                     | 75/5600        | 121/3200      | 885                | 160          | 13"2                | 8,6                | 09/1975-09/1976    | 85.456             | -                                          |
| 80 GL (85 CV)        | Berlina a 2 o a 4 porte | EA827 (ZC) | 1471       | Carburatore Solex 32-35 TDID-5                 | 85/5800        | 121/4000      | 880                | 170          | 12"4                | 8,6                | 07/1972-09/1975    | 85.456             | 9.250 / 9.625                              |
| 80 GL (85 CV)        | Berlina a 2 o a 4 porte | EA827 (YP) | 1588       | Carburatore Solex 32-35 TDID                   | 85/5600        | 124/3200      | 890                | 170          | 12"                 | 10,5               | 09/1975-09/1976    | 85.456             | 12.790 / 13.265                            |
| 80 GLS (75 CV)       | Berlina a 2 o a 4 porte | EA827 (YJ) | 1588       | Carburatore Solex 35 PDSIT                     | 75/5600        | 121/3200      | 885                | 160          | 13"2                | 8,6                | 09/1976-09/1978    | 91.511             | -                                          |
| 80 GLS (85 CV)       | Berlina a 2 o a 4 porte | EA827 (YP) | 1588       | Carburatore Solex 32-35 TDID                   | 85/5600        | 124/3200      | 890                | 170          | 12"                 | 10,2               | 09/1976-05/1978    | 91.511             | 13.145 / 13.670                            |
| 80 GT                | berlina a 2 porte       | EA827 (XX) | 1588       | Carburatore Solex 35/40 DIDTA                  | 100/6000       | 131/4000      | 880                | 175          | 10"2                | 10,5               | 09/1973-09/1975    | 7.461              | 11.420                                     |
| 80 GTE               | berlina a 2 o a 4 porte | EA827 (YS) | 1588       | Iniezione meccanica indiretta Bosch K-Jetronic | 110/6100       | 140/5000      | 890                | 181          | 9"5                 | 11                 | 09/1976-05/1978    | 11.878             | 15.180-15.705                              |